# Station Neuville-Université
Station Neuville-Université is het station van Neuville-sur-Oise en ligt aan lijn A van de RER en lijn L van het netwerk van de Transilien. Neuville-sur-Oise ligt in de agglomeratie van Parijs, op 25 km ten noordwesten van het centrum in het departement Val-d'Oise.

## Treindienst
| Serie   | Treinsoort        | Route | Bijzonderheden |
| ------- | ----------------- | --- | -------------- |
| RER A   | RER (SNCF / RATP) | [ [ Cergy-le-Haut – Neuville-Université – ] / [ Poissy – ] Maisons-Laffitte – ] / [ Saint-Germain-en-Laye – Rueil-Malmaison – Nanterre-Université – ] Nanterre-Préfecture – La Défense – Châtelet - Les Halles – Paris-Lyon – Vincennes – [ Fontenay-sous-Bois – La Varenne - Chennevières – Boissy-Saint-Léger ] / [ Val de Fontenay – Bry-sur-Marne – Noisy-le-Grand - Mont d’Est – Torcy – Marne-la-Vallée - Chessy ] |                |
| Trans L | Transilien (SNCF) | Paris Saint-Lazare – Bécon-les-Bruyères – [ Nanterre-Université – Maisons-Laffitte – Neuville-Université – Cergy-le-Haut ] / [ [ La Défense – Saint-Cloud – [ Versailles-Rive-Droite ] / [ Marly-le-Roi – Saint-Nom-la-Bretèche - Forêt de Marly ] ] |                |

| Richting         | Vorig station    | Lijn    | Volgend station     | Richting                    |
| ---------------- | ---------------- | ------- | ------------------- | --------------------------- |
| Cergy-le-Haut A3 | Cergy-Préfecture | RER A   | Conflans-Fin-d’Oise | Marne-la-Vallée - Chessy A4 |
| Cergy-le-Haut    | Cergy-Préfecture | Trans L | Conflans-Fin-d’Oise | Paris Saint-Lazare          |